# Вагон-храм

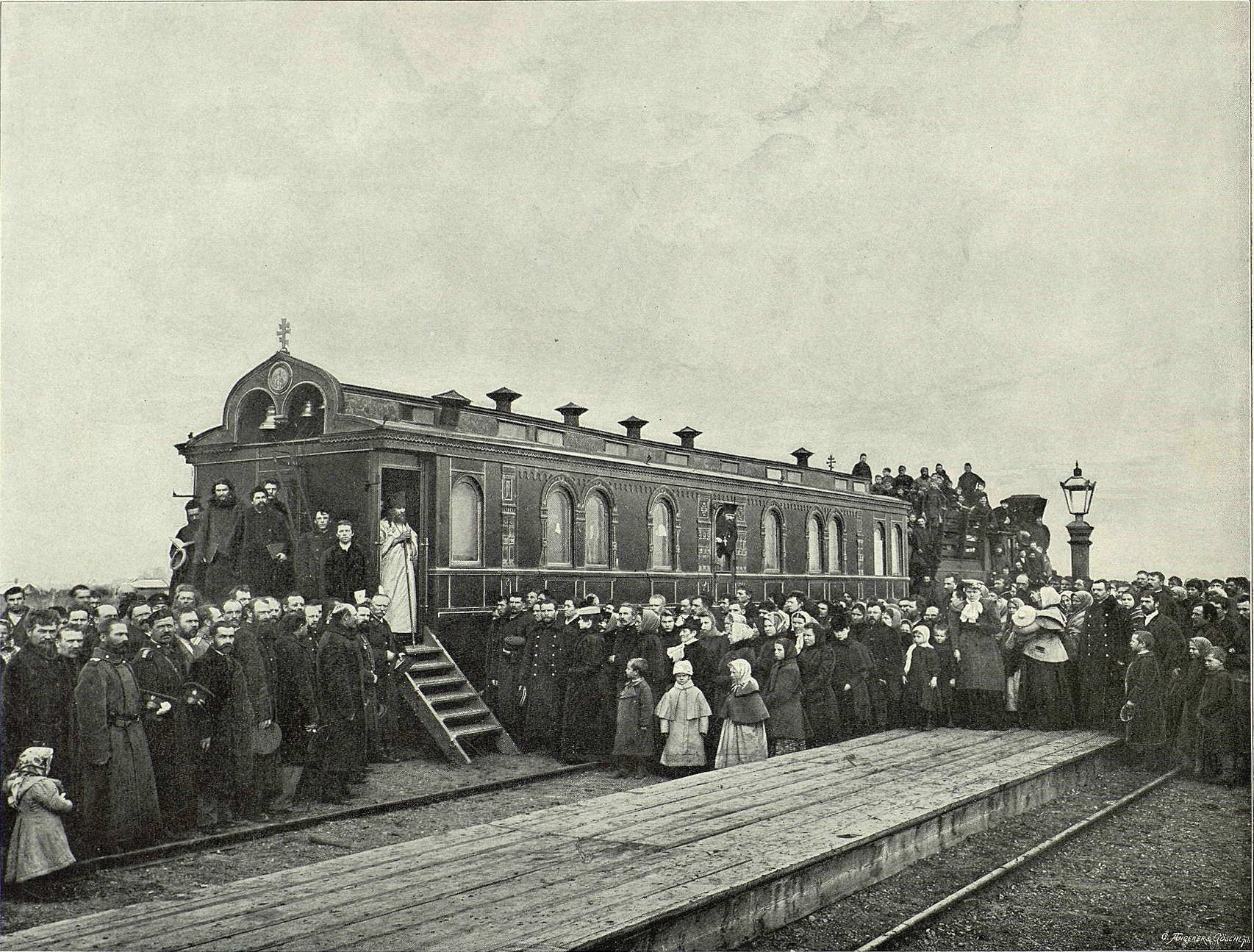
Один из первых православных вагонов-храмов в России

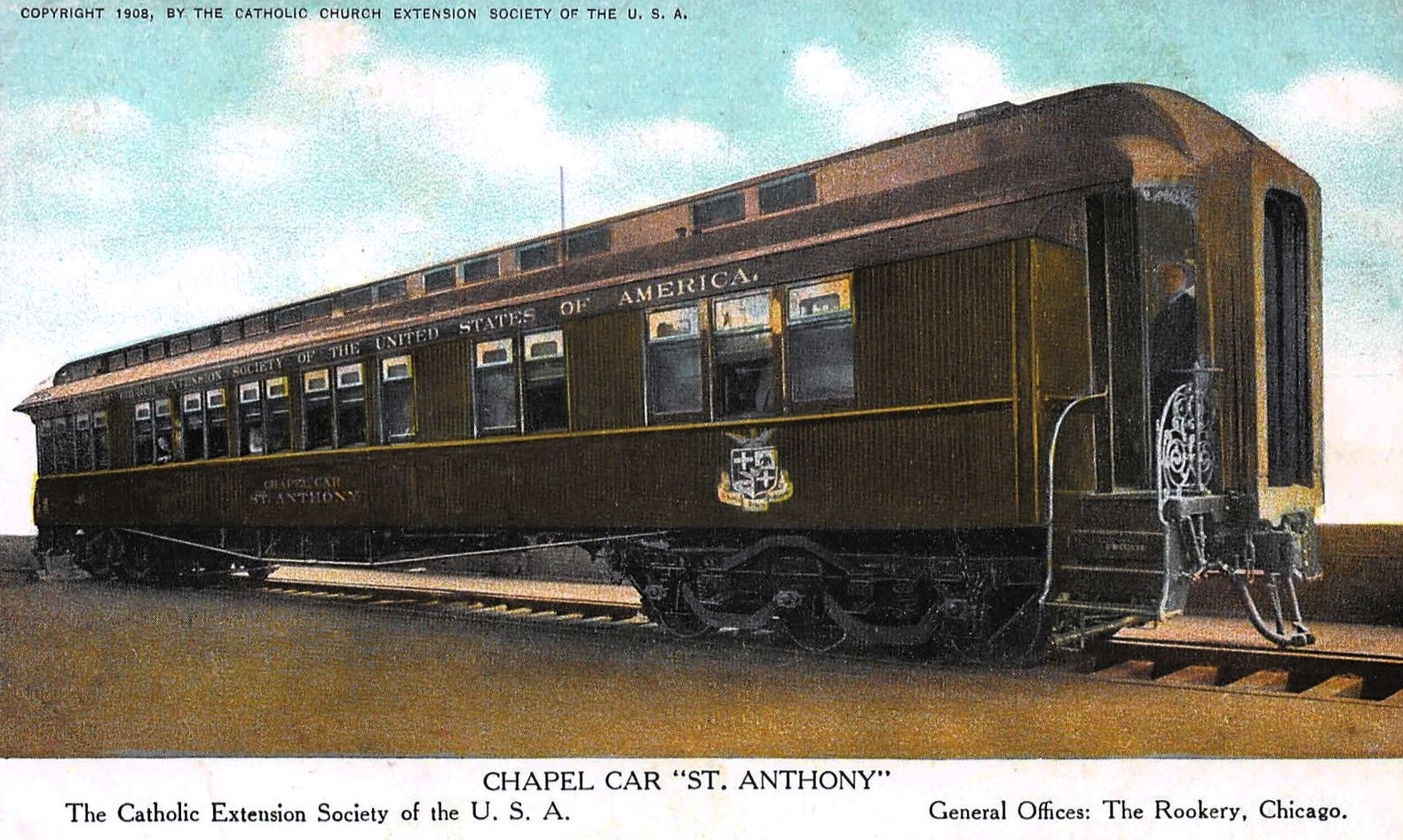
Католический вагон-храм «Святой Антоний» в США

Вагон-храм или вагон-церковь — специальный вагон, предназначенный для богослужения в пути, на остановках и стоянках железнодорожного транспорта. Является разновидностью пассажирского вагона и походного храма.

## Устройство
Вагон-храм внутри оснащается салоном для проведения богослужений с сиденьями или зоной для стояния посетителей, кафедрой священнослужителя и всем необходимым для церковной службы. Часть внутреннего пространства вагона также обычно занимают жилые и рабочие помещения для священнослужителей, которые обычно располагаются за алтарём.

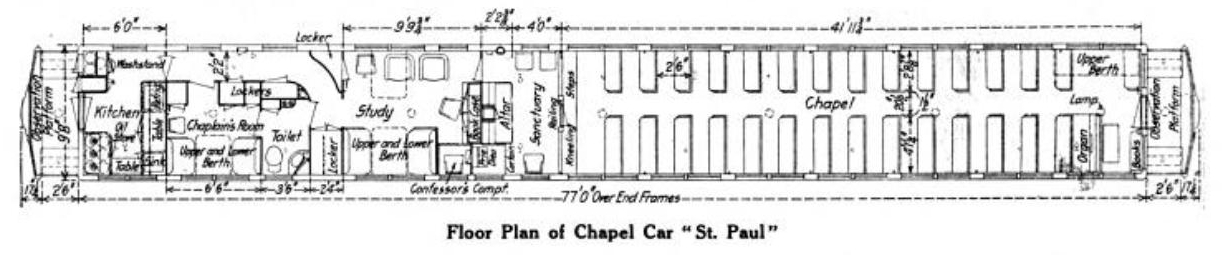
Схема планировки католического вагона-храма «Святой Павел». Слева находятся помещения для священнослужителей, справа — салон-церковь с алтарём и местами для прихожан

Варианты обустройства салона
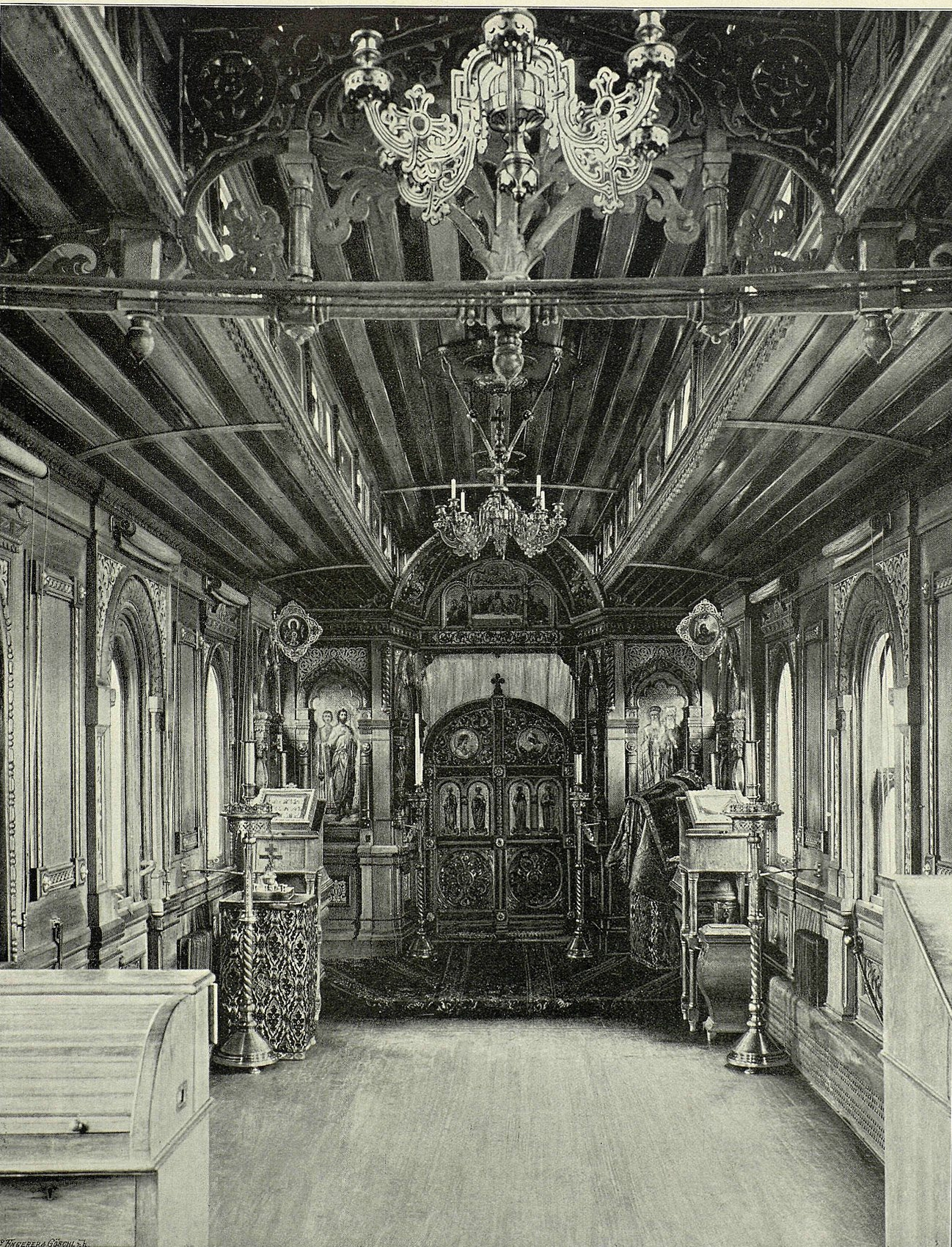
Салон православного вагона-храма в России, вид на алтарь
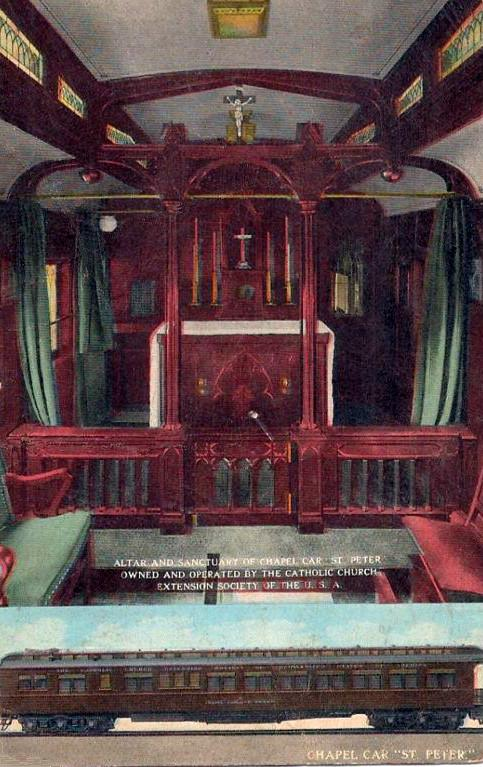
Салон католического вагона-храма «Святой Пётр» в США, вид на алтарь
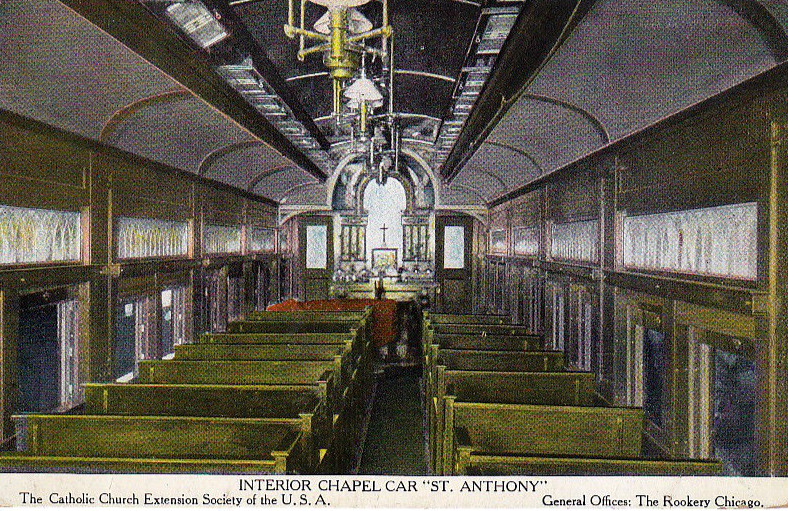
Салон католического вагона-храма «Святой Антоний» в США
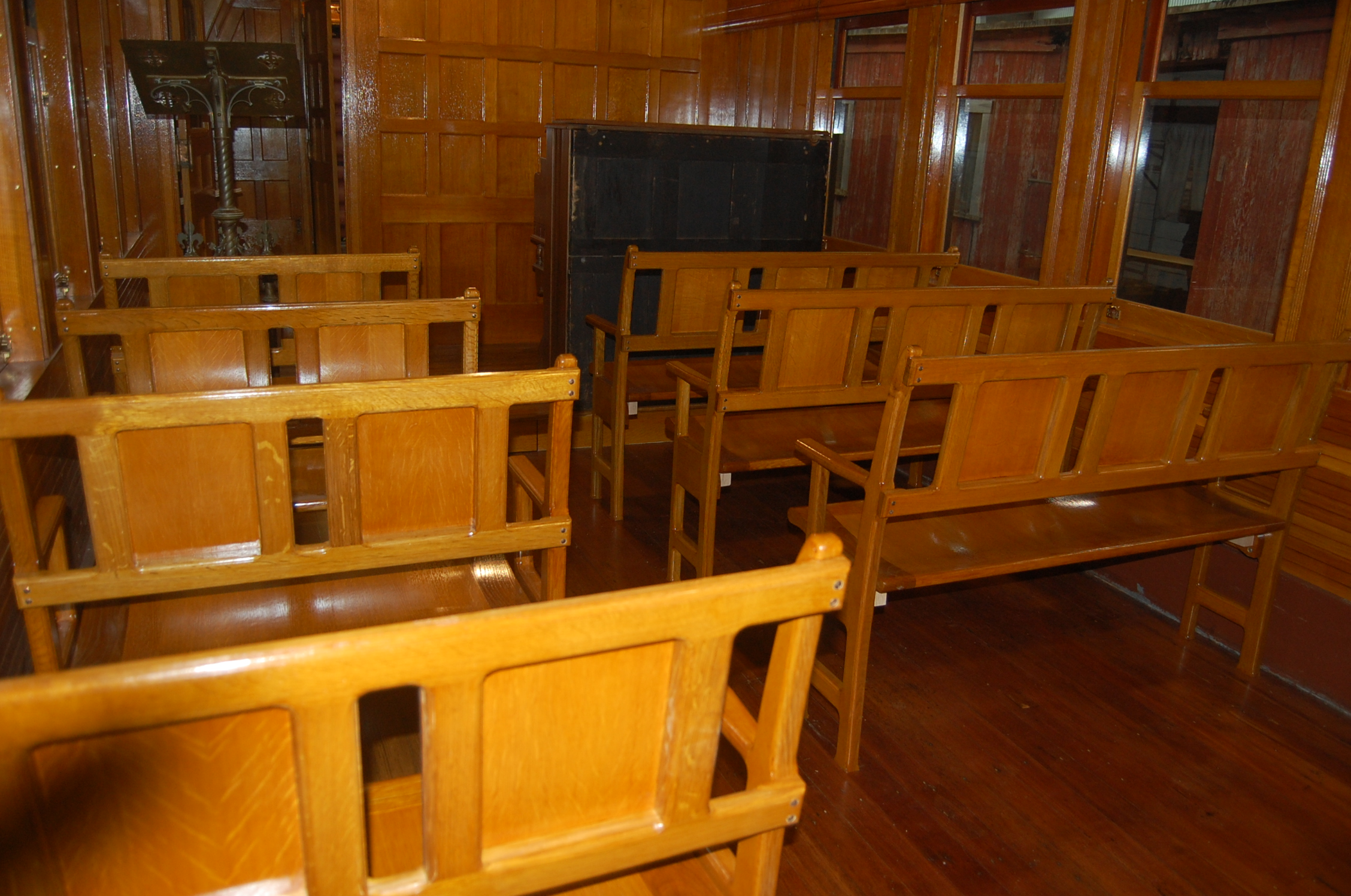
Салон баптистского вагона-храма «Посланник мира» в США
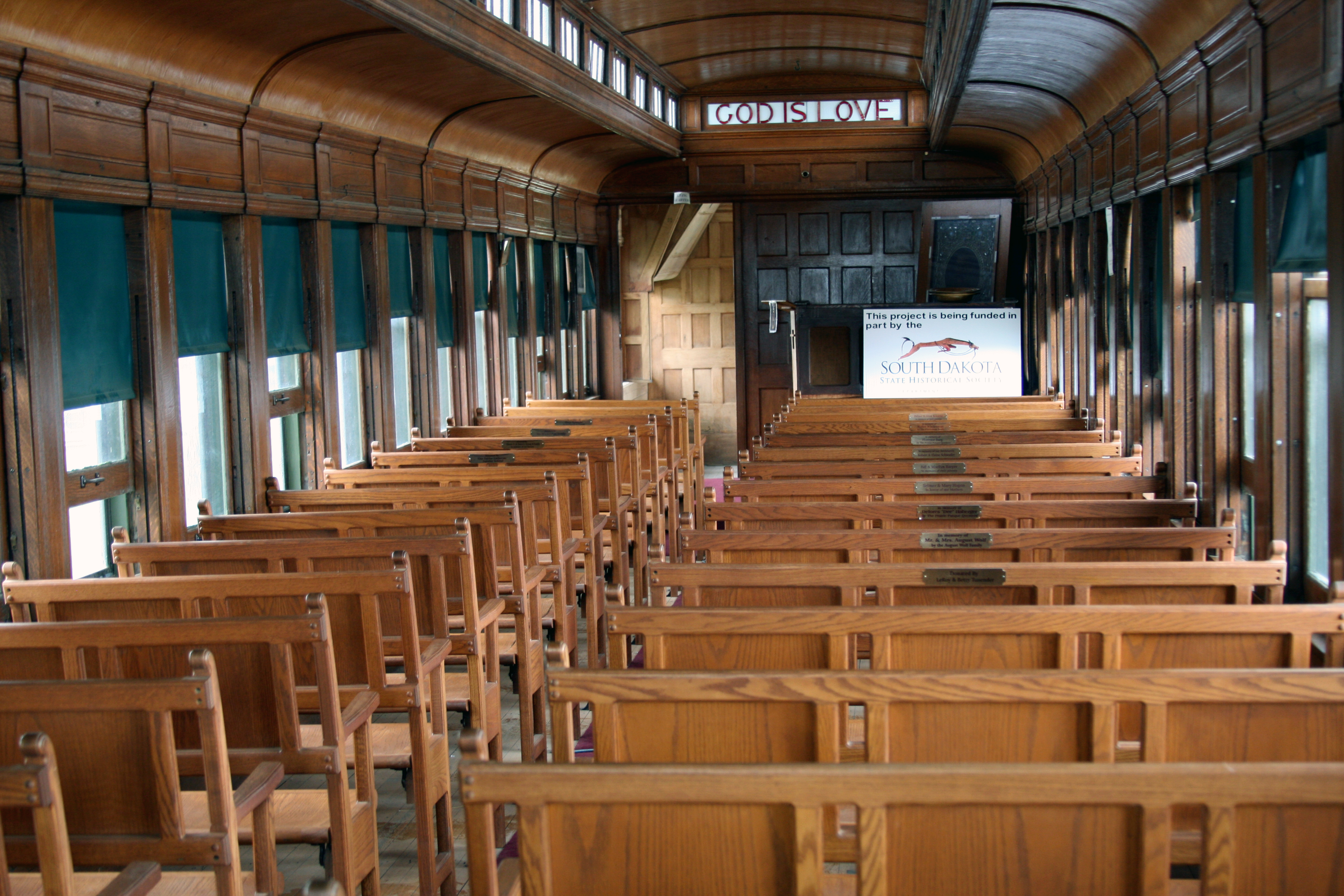
Салон баптистского вагона-храма «Эммануэль» в США

## История

### Первые вагоны

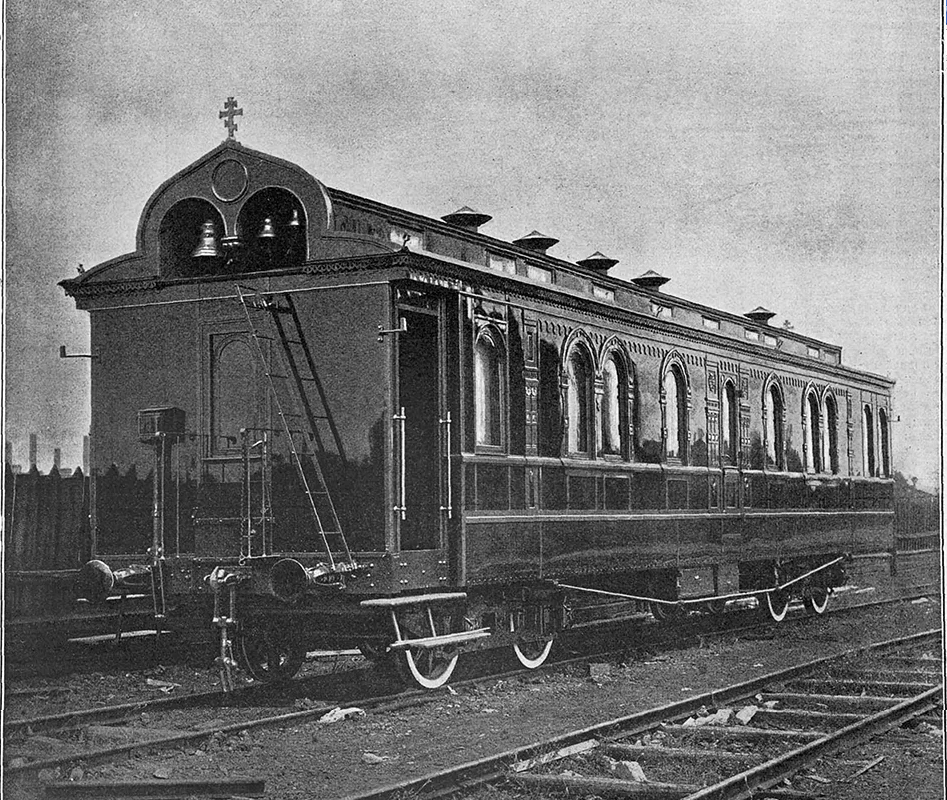
Православный вагон-храм во имя Святой Ольги (один из первых вагонов-храмов России)

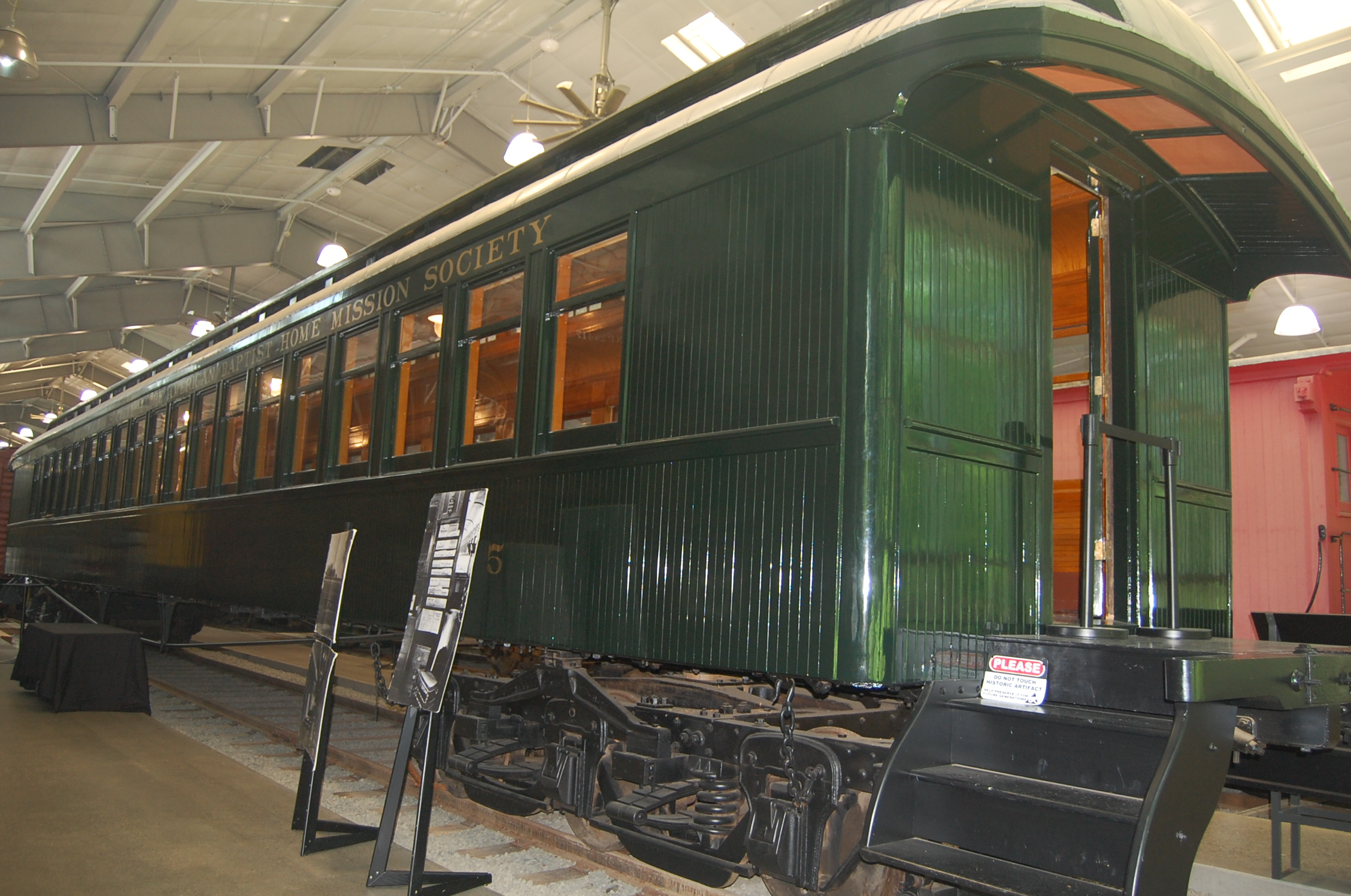
Баптистский вагон-храм «Посланник мира» постройки 1898 года в железнодорожном музее Сноквалми, США

С расширением железнодорожной сети в Российской Империи в конце XIX века возникла потребность в организации православных служб в отдалённых районах страны. Стационарных храмов не хватало. Тогда возникла идея создать мобильные храмы, которые могли быть доставлены в составе поезда в районы с железнодорожными ветками.
Один из первых вагонов для проведения в них богослужений появился на Закавказской железной дороге с благословления экзарха Грузии, позже получившего сан митрополита Санкт-Петербургского и Ладожского Палладия. В 1895 году управляющий учебным отделом Министерства путей сообщения Российской Империи Евгений Волков в докладе главе  МПС князю Михаилу Хилкову писал, что существует тип передвижной православной церкви-вагона, который как нельзя лучше подходит к своеобразным условиям быта железнодорожных служащих на дорогах, пролегающих по малонаселённым местам. По его словам, переезжая с места на место и останавливаясь в пунктах, где проживали железнодорожные служащие, такая церковь могла собирать к себе в праздники и дни говения, как железнодорожных служащих, так и обывателей из близлежащих деревень. В итоге было принято решение перенести такой опыт на Сибирскую магистраль. В результате в 1896 году на Путиловском заводе (позже переименован в Кировский) был построен вагон-храм, освящённый в честь святой Ольги.
Создание вагона началось в ознаменование рождения великой княжны Ольги Николаевны в день её крещения — 14 (26) ноября 1895 года. Через восемь месяцев, 11 (23) июля 1896 года 11 июля 1896 года, вагон-храм был освящён в Новом Петергофе в высочайшем присутствии в день тезоименитства императорских величеств княжон (Ольги Александровны и Ольги Николаевны).
Убранство вагона было выполнено по рисункам архитектора Евгения фон Баумгартена. Стены и потолок были обшиты лакированным дубом с резьбой и выжженным орнаментом на филёнках, плафон очерчивали синие и жёлтые стёкла. С каждой стороны выполнили по девять окон, которые освещали внутреннее пространство, попасть в которое можно было через четыре одностворчатые двери. Иконостас был выполнен из дуба. Все иконы для этого вагона написал классный художник первой степени Валериан Крюков.
Снаружи вагон был окрашен в тёмно-синий цвет, покрыт лаком и украшен резными позолоченными наличниками из жёлтого тика — дерева, устойчивого к гниению и воздействию непогоды. На западном торце вагона была звонница с тремя колоколами и крестом, к которой вела железная лесенка. С этого торца располагался вход в вагон, при котором с правой стороны находилось отделение со шкафом для ризницы и утвари, а с левой — помещение для парового отопления вагона. Для священника в вагоне было предусмотрено специальное отделение.

### Постсоветские вагоны России
В СССР вагоны-храмы не строились и не оборудовались, а после перемены власти и политического строя в России снова стали заниматься вопросом применения мобильных железнодорожных храмов.
Ниже приведены вагоны-храмы этого периода.

#### Храм в честь иконы Божией Матери «Одигитрия»

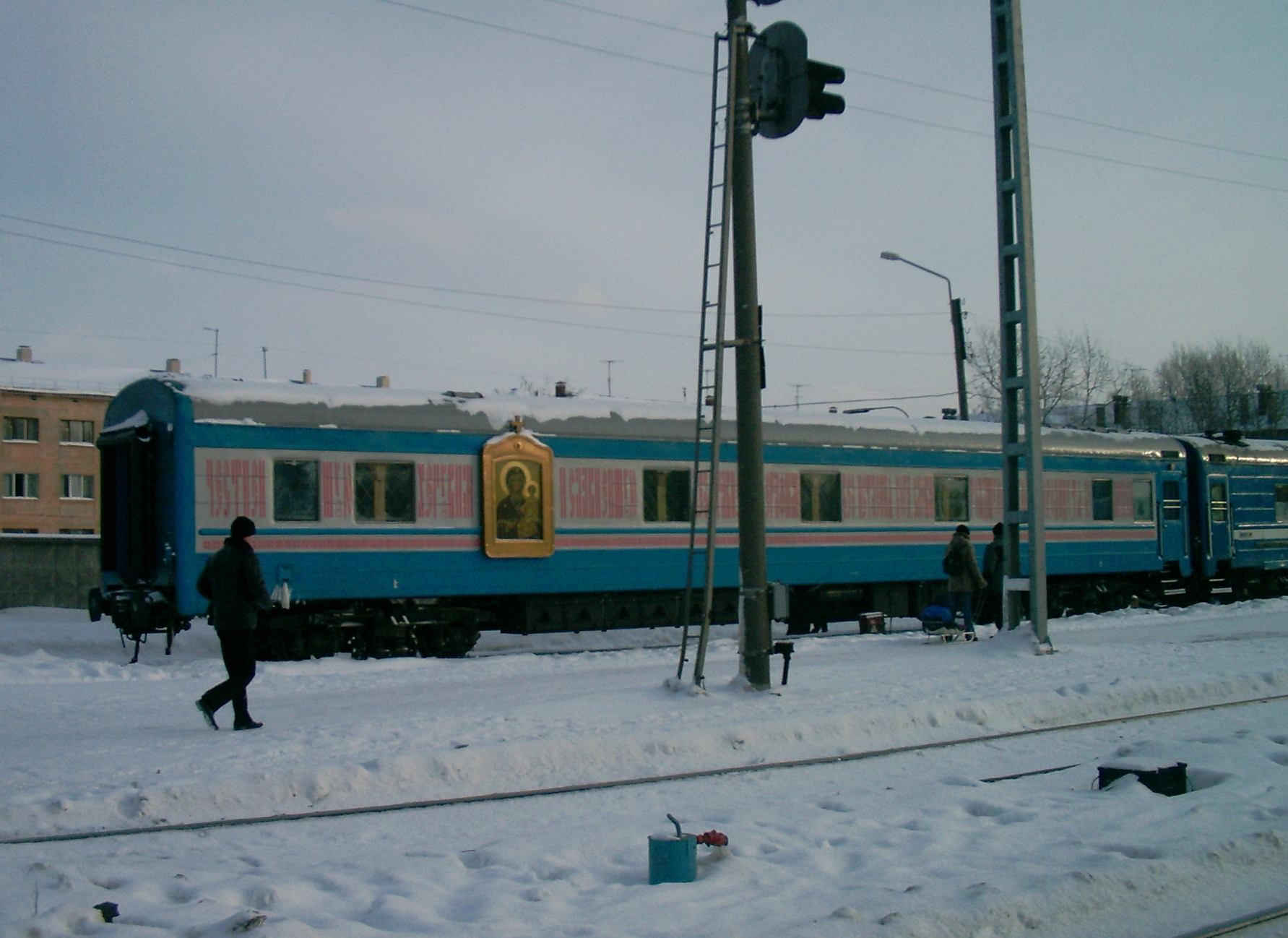
Вагон-храм в честь иконы Божией Матери «Одигитрия» на запасном пути

Осенью 2000 года этот передвижной храм-вагон был передан в дар Русской Православной Церкви московскими железнодорожниками после ремонта в Воронеже и переоборудования на Московском вагоноремонтном заводе имени Войтовича. Создан по сути храмовый комплекс, в состав которого входят два вагона. В первом оборудован сам храм в честь иконы Божией Матери «Одигитрия» («Путеводительница»), а во втором — трапезная, церковная библиотека и два купе. Проект этого состава разработали специалисты Свято-Троицкой Сергиевой лавры и Проектно-конструкторского бюро Министерства путей сообщения Российской Федерации. Иконы, предметы церковной утвари, священнические облачения и прочие атрибуты изготовлены художественно-производственным предприятием Русской Православной Церкви «Софрино». Во время поездок к составу присоединяется еще один стандартный спальный вагон для проживания участников миссии.
Торжественный акт передачи миссионерского состава Министерством путей сообщения Русской Православной Церкви состоялся 18 октября 2000 года на Киевском вокзале Москвы. В этот же день Святейший Патриарх Московский и всея Руси Алексий II совершил освящение храма-вагона. Его Святейшеству сослужили председатель Миссионерского отдела Московского Патриархата, архиепископ Белгородский и Старооскольский Иоанн и епископ Архангельский и Холмогорский Тихон. На акте передачи присутствовал министр путей сообщения Российской Федерации Н.Е.Аксёненко.

#### Вагон-храм Святителя и Чудотворца Николая
Вагон-храм во имя Святителя и Чудотворца Николая освятил 10 августа 2001 года архиепископ Новосибирский и Бердский Тихон. Вагон-храм вошёл в состав специального миссионерского поезда с медицинскими вагонами. В течение многих лет он осуществлял благотворительную акцию «За духовное возрождение России» на территории Западно-Сибирской магистрали, а также за её пределами. В 2002 году состоялась передача храма Новосибирской епархии руководством ОАО «РЖД».

#### Вагон-храм Святителя Иннокентия
4 августа 2005 года Восточно-Сибирской железной дорогой для Иркутской епархии был передан вагон-храм, освящённый во имя Святителя Иннокентия Иркутского. Это событие приурочено к 200-летию обретения мощей этого святого.

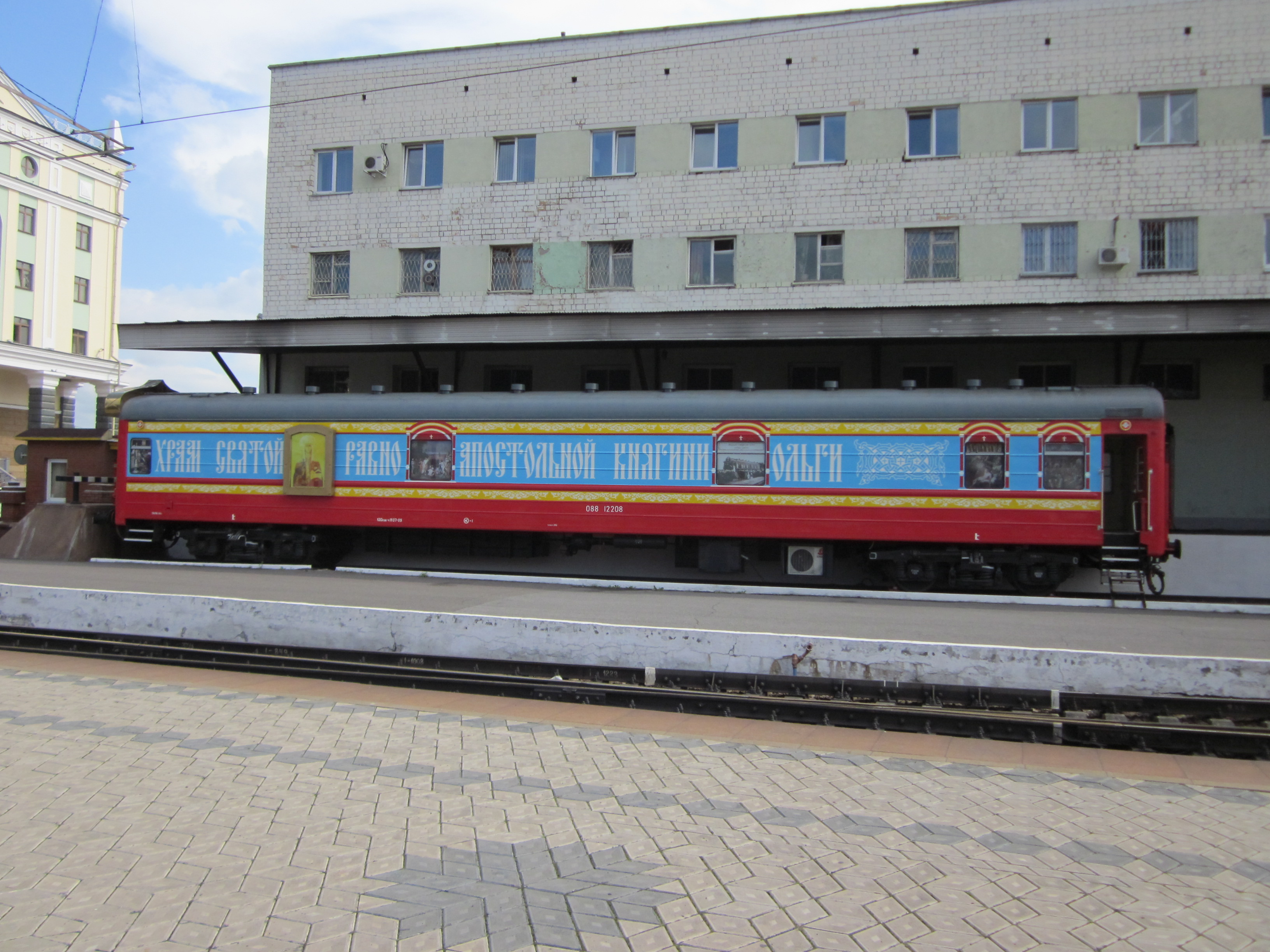
Вагон-храм святой Ольги на вокзале Красноярск-Пассажирский

#### Вагон-храм святой Ольги (2009 год)
В 2009 году на Красноярской железной дороге обычный пассажирский вагон был переоборудован в храм на средства меценатов. Инициатива исходила от Ассоциации строительных и транспортных перевозчиков «Даль-Экспресс». Она обратилась к президенту ОАО «РЖД» Владимиру Якунину и получила поддержку. Приобретение вагона и работы по ремонту и переоборудованию проведены на средства предприятий, входивших в ассоциацию «Даль-Экспресс». Затраты на эксплуатацию вагона взяла на себя Красноярская железная дорога.
Как и его дореволюционный предшественник, этот вагон-храм был освящён в честь святой равноапостольной княгини Ольги — духовной покровительницы дочери императора Николая II. Освящение проведено 2 октября 2009 года на железнодорожном вокзале Красноярска. Он стал единственным в России современным вагоном такого рода, у которого колокольня находится не внутри, а снаружи.
Вагон-церковь княгини Ольги перемещался по территории Красноярского края и Хакасии в составе поезда здоровья «Доктор Войно-Ясенецкий (Святитель Лука)». В декабре 2018 года в связи с истечением срока эксплуатации вагон-храм перестал быть мобильным. Его подключили к коммуникациям на специально обустроенной площадке на станции Канск-Енисейский Транссибирской магистрали, и вагон продолжил свою работу уже в качестве стационарной церкви.